# Johann Gudenus (Politiker)

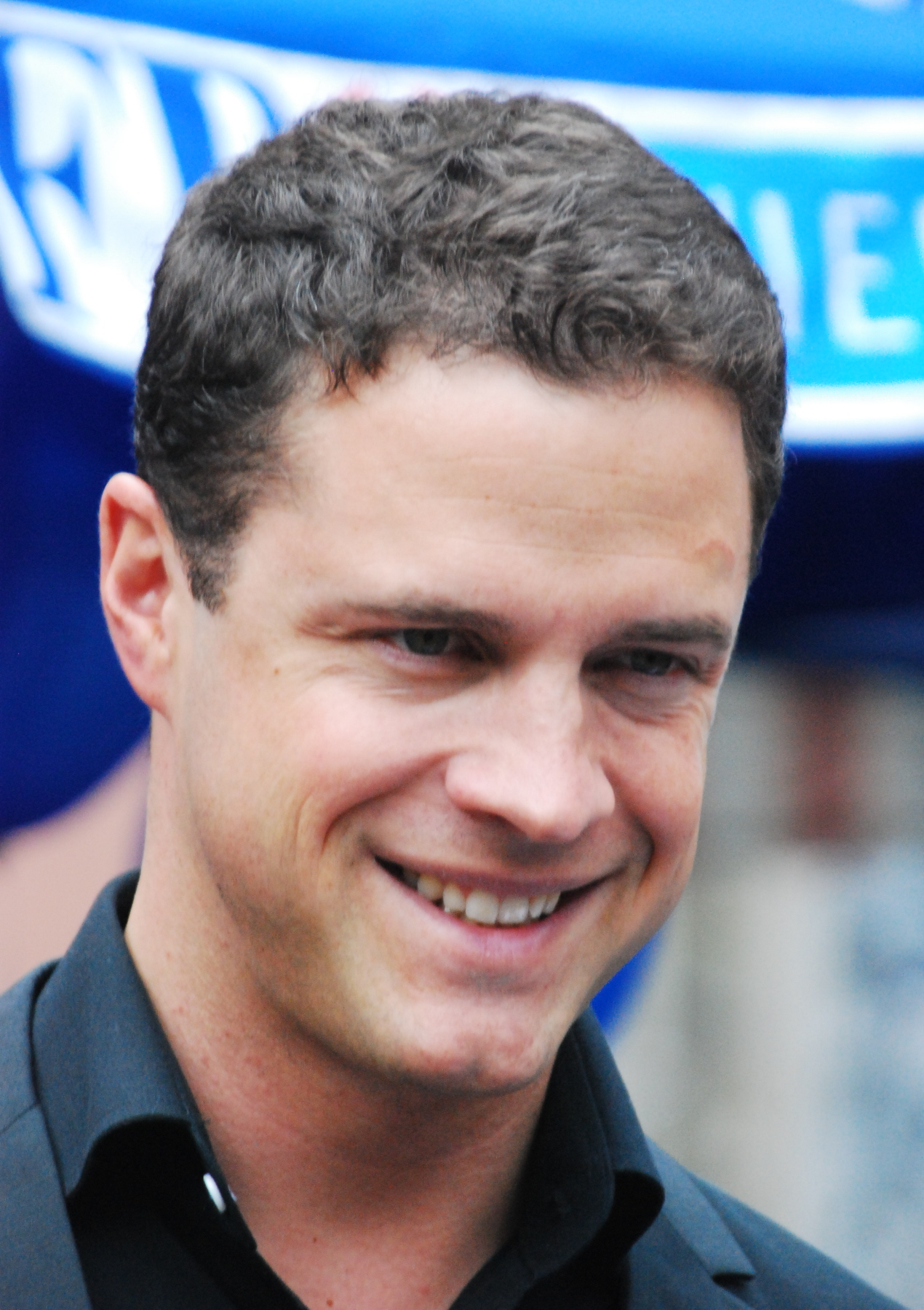
Johann Gudenus (2012)

Johann Baptist Björn „Joschi“ Gudenus (* 20. Juli 1976 in Wien) ist ein rechtsextremer ehemaliger österreichischer Politiker (ehemals FPÖ). Er war von 2005 bis 2015 Abgeordneter zum Wiener Landtag und Mitglied des Wiener Gemeinderats. Von 2010 bis 2015 war er Klubobmann der Wiener freiheitlichen Gemeinderäte und Landtagsabgeordneten. Von 2015 bis 2017 war er Vizebürgermeister, Landeshauptmann-Stellvertreter und (nicht amtsführender) Stadtrat von Wien. Ab 20. Dezember 2017 war er Abgeordneter zum Nationalrat und dort geschäftsführender Klubobmann der FPÖ. Aufgrund der Ibiza-Affäre und der darin aufgedeckten korrumpierbaren Grundhaltung, mutmaßlichen Drogenkonsums sowie der Aussage, dass mit weiteren ihn diskreditierenden Videos zu rechnen sei, trat Gudenus im Mai 2019 von all seinen Ämtern zurück und aus der FPÖ aus.

## Leben

### Herkunft und Ausbildung
Johann Gudenus entstammt der ehemals adligen Familie Gudenus und ist einer von vier Söhnen des früheren FPÖ-Politikers und Obersts des österreichischen Bundesheers John Gudenus, eines rechtskräftig verurteilten Holocaust-Leugners. Außerdem ist er Enkelsohn von Johann Baptist Gudenus, einem Olympiasportler der 1930er Jahre sowie SA-Mitglied, und mütterlicherseits Enkelsohn von Leopold Bilogan, ebenfalls eines Obersts des österreichischen Bundesheers.
Nach dem Besuch des Gymnasiums an der Theresianischen Akademie, das er 1995 mit der Matura abschloss, studierte Gudenus im Anschluss Rechtswissenschaften an der Universität Wien. 2002 schloss er sein Studium mit dem Magistergrad ab und absolvierte 2003 seine Gerichtspraxis. Während seines Studiums belegte Gudenus regelmäßig Sommerkurse an der Lomonossow-Universität in Moskau und erhielt 2004 ein Sprachzertifikat des russischen Bildungsministeriums. Gudenus besuchte die Diplomatische Akademie Wien, wo er 2005 zum Master of Advanced International Studies (M.A.I.S.) graduierte.

### Politische Tätigkeit
Johann Gudenus kam durch seinen Vater früh in Kontakt mit der Politik und war anfangs im Ring Freiheitlicher Jugend Österreich (RFJ) aktiv. Bereits 1993 wurde er Obmannstellvertreter und Generalsekretär des RFJ Niederösterreich und blieb bis 1997 in dieser Funktion. 1998 wechselte er nach Wien und war hier zwischen 1998 und 2003 sowie ab 2005 Obmann des RFJ Wien. Ab 2000 war Gudenus Bundesobmannstellvertreter des RFJ, von 2003 bis 2009 war er dessen Bundesobmann.
Johann Gudenus war auch in der Bezirkspolitik aktiv. Er war zwischen 1996 und 2001 Bezirksrat am Alsergrund und von 2001 bis 2005 Bezirksrat auf der Wieden. Ab dem 25. November 2005 war Gudenus zudem Abgeordneter zum Wiener Landtag und Mitglied des Wiener Gemeinderats. Er war bis 2010 Fraktionsvorsitzender im Ausschuss für Jugend, Bildung, Information und Sport sowie Mitglied im Kulturausschuss. Von 2010 bis 2015 war er Klubobmann des Rathausklubs der FPÖ und Mitglied im Integrationsausschuss.
Neben seinen Mandaten verfügte Gudenus auch über zahlreiche innerparteiliche Funktionen. Er war ab 1997 Mitglied der Landesparteileitung der FPÖ Wien, ab 2002 Mitglied des Landesparteivorstandes der FPÖ Wien, ab 2003 Mitglied des Bundesparteivorstandes und ab 2004 Bezirksparteiobmann der FPÖ Wieden. Ab 2008 war er Sicherheitssprecher der FPÖ Wien.
Im Zuge der Koalitionsverhandlung von ÖVP und FPÖ nach der Nationalratswahl 2017 wurde Gudenus als einer jener FPÖ-Politiker genannt, die von Bundespräsident Alexander Van der Bellen als Minister – weil nicht ministrabel – abgelehnt wurden.

#### Politische Positionierung
Laut Heribert Schiedel vom Dokumentationsarchiv des österreichischen Widerstandes sei Gudenus maßgeblich für den rechtsextremen Charakter der FPÖ und ihrer Jugendorganisation verantwortlich.
2002 schrieb er in der Ankündigung zu einem Vortrag des laut DÖW wiederholt in rechtsextremen Kreisen referierenden Richard Melisch von einer „Aufklärung“ über den „Staatsterrorismus“ Israels.
Im Jahr 2004 kritisierte Gudenus eine steigende Zahl von Einbürgerungen und sprach in diesem Kontext von „systematischer Umvolkung“, letzteres ist ein aus der nationalsozialistischen Volkstumspolitik entlehnter Begriff.
Im Jahr 2009 referierte Gudenus bei einer Veranstaltung der rechtsextremen Arbeitsgemeinschaft für demokratische Politik zum Thema Über den herrschenden Gesinnungsterrorismus.
Bei einer Rede im September 2013 meinte Gudenus zum Thema Zuwanderung: „Jetzt heißt es ‚Knüppel aus dem Sack!‘ für alle Asylbetrüger, Verbrecher, illegalen Ausländer, kriminellen Islamisten und linken Schreier!“ Jetzt werde „aufgeräumt in unserem schönen Österreich“.
Gudenus begründete dies später damit, es sei „nur eine Metapher von den Gebrüdern Grimm mit Tischlein deck dich, Knüppel aus dem Sack“ gewesen. Dies sei „eine Analogie“, man wolle, „dass der Rechtsstaat hart durchgreift, wenn Pakistani die Votivkirche besetzen“.
Die FPÖ Wien wurde im Oktober 2014 zum zweiten Mal in diesem Jahr wegen übler Nachrede gerichtlich verurteilt. Gudenus hatte in einer Presseaussendung über den Sprecher von SOS Mitmensch, Alexander Pollak, behauptet, diesem seien „nur illegale Ausländer wichtig (…), weil er, wie die Schlepper-Mafia auch, mit ihnen ein gutes Geschäft“ mache. Auch im ersten Gerichtsverfahren hatte es sich bei dem Geschädigten um Pollak gehandelt.
In einem Zeitungsinterview im Mai 2018 behauptete Gudenus, dass es „stichhaltige Gerüchte“ gebe, wonach der US-amerikanische Milliardär George Soros daran beteiligt sei, „gezielt Migrantenströme nach Europa zu unterstützen“. Er habe NGOs unterstützt, die für die Massenmigration nach Europa mitverantwortlich seien.
Die Aussagen im Interview wurden von einigen Persönlichkeiten aufgegriffen und kritisiert. Als „einfach lächerlich“ wies Bundespräsident Alexander Van der Bellen die Aussagen von FPÖ-Klubobmann Johann Gudenus ab und merkte an, dass es ihn wissenschaftlich interessiere, was denn ein „stichhaltiges Gerücht“ sei.
In einer Rede des Schriftstellers Michael Köhlmeier beim Gedenktag gegen Gewalt und Rassismus im Gedenken an die Opfer des Nationalsozialismus in der Wiener Hofburg nur wenige Tage später sagte dieser in Anwesenheit von Gudenus: „Der Begriff des ‚stichhaltigen Gerüchts‘ werde ins Wörterbuch der Niedertracht und Verleumdung kommen“ in Anspielung auf Gudenus’ Aussage gegen Soros.
Seine Rhetorik beschreibt Gudenus selbst folgendermaßen: „Ich schaue immer, dass ich den Ton so treffe, dass ich mit dem Gesetz nicht in Konflikt komme.“

#### Internationale Beziehungen
2010 nahm Gudenus am Wahlkampfauftakt der ungarischen rechtsextremen Jobbik teil.
Im Februar 2012 besuchte Gudenus zusammen mit seinem Parteikollegen Johannes Hübner das Oberhaupt der russischen Teilrepublik Tschetschenien Ramsan Kadyrow. Er stimmte danach mit Kadyrow überein, dass die Tschetschenen in Österreich „fast ausschließlich Asylbetrüger und Wirtschaftsflüchtlinge“ seien, die gefahrlos zurückkehren könnten, da es, so Gudenus, in Tschetschenien „keine Anzeichen von Krieg oder Diskriminierung“ gäbe. Der Besuch rief massive Kritik hervor, unter anderem von Amnesty International (AI).
Das österreichische Außenministerium bezeichnete die Reise als „absurd“ und „ohne jegliche außenpolitische Relevanz“.
Im März 2014 reiste er, wiederum mit Hübner sowie mit Ewald Stadler, als „Wahlbeobachter“ in die Ukraine zum Referendum über den Status der Krim. Organisiert wurde diese Reise durch das von dem belgischen Rechtsextremisten Luc Michel betriebene „Eurasian Observatory for Democracy and Elections“ (EODE) mit Sitz in Belgien, das bereits in der Vergangenheit ähnliche Missionen nach Russland organisiert hatte.
Die Organisation für Sicherheit und Zusammenarbeit in Europa (OSZE), die ansonsten weltweit auf Einladung staatlicher Stellen Wahlbeobachter entsendet, lehnte eine Beobachtermission ab, weil die Anfrage von den Machthabern auf der Krim unter Führung Sergei Aksjonows kam, die weder international anerkannt waren noch im Namen der ukrainischen Regierung handelten. Eine Abspaltung der Krim wurde als Bruch des Völkerrechts bewertet. Gudenus, Hübner und Stadler attestierten dem Referendum, es sei legitim und ohne „Druck oder Zwang“ vonstattengegangen. Gläserne Wahlurnen, das offene Ausfüllen und das Fehlen von Kuverts für die Stimmzettel erklärten sie als ortsübliche Gegebenheiten.
Im Jänner 2018 provozierte Gudenus mit einem Besuch der Republika Srpska anlässlich des verfassungswidrigen bosnisch-serbischen „Nationalfeiertags“.

#### Kontroversen
Im August 2018 erstattete Gudenus Anzeige gegen einen afghanischen Asylbewerber, von dem er der Meinung war, dass er auf Facebook eine terroristische Vereinigung gelikt habe. Der Angezeigte war kurz zuvor von Bundespräsident Alexander Van der Bellen, der damit eine Initiative gegen die Abschiebung von Asylbewerbern in Lehrausbildung unterstützen wollte, an seinem Arbeitsplatz besucht worden. Die Kronen Zeitung titelte daraufhin Musterlehrling jetzt Fall für Verfassungsschutz. Die zuständige Staatsanwaltschaft stellte jedoch fest, dass die falsche Person von Gudenus angezeigt worden sei.
Nach anfänglichem Zögern drückte Gudenus sein „Bedauern“ für den angezeigten Lehrling aus und publizierte eine „Richtigstellung“.

#### Ibiza-Affäre
Im Zusammenhang mit der Ibiza-Affäre um Heinz-Christian Strache und Gudenus kündigte letzterer, der dort auch zugegen gewesen war, am 18. Mai 2019 – wenige Minuten nach Strache – im ORF seinen Rücktritt von seinen politischen Ämtern als Abgeordneter und Klubobmann einschließlich seiner Parteiämter an. Am 19. Mai trat er außerdem aus der FPÖ aus, nachdem bekannt geworden war, dass er über längere Zeit Kontakt mit der vermeintlichen russischen Oligarchin hatte. 2020 wurde bekannt, dass Gudenus im Zusammenhang mit diesen Treffen wiederholt beim mutmaßlichen Kokain-Konsum gefilmt worden war und deswegen erpressbar gewesen sein könnte. Gegenüber der Kronen-Zeitung räumte Gudenus einen möglichen Koks-Konsum ein, bezeichnete die Angelegenheit jedoch szenetypisch als „Schnee von gestern“. Ein Strafverfahren gegen ihn sei eingestellt worden, da es sich lediglich um „Eigengebrauch“ gehandelt habe.

#### Verdacht auf Bestechlichkeit
Im Zusammenhang mit einem Verdacht auf Bestechung und Bestechlichkeit gegen Peter Sidlo, durch politische Zusicherungen bezüglich des Wiener Glücksspielgesetzes in den Finanzvorstand der Casinos Austria gelangt zu sein, hat am 12. August 2019 laut einer Bestätigung der Wirtschafts- und Korruptionsstaatsanwaltschaft eine Hausdurchsuchung unter anderem bei Gudenus stattgefunden.
Die Novomatic AG antwortete auf diesen Vorwurf wie folgt: „Es ist bekannt, dass die Wahlen in Wien für das Jahr 2020 vorgesehen sind. Die Regierungskonstellation ist daher völlig offen, und ein Politiker könnte schon deswegen keine derartigen Zusagen machen. Zudem ist festzuhalten, dass NOVOMATIC mit keinem Politiker über derartiges gesprochen und an so einer Regelung in Wien auch kein wirtschaftliches Interesse mehr hat.“

### Privates
Johann Gudenus hat drei Brüder, darunter der FPÖ-Politiker Clemens Gudenus, und aus erster Ehe einen Sohn. Im Jahr 2016 heiratete er standesamtlich, 2017 dann kirchlich (serbisch-orthodox) die serbischstämmige Tajana Tajčić in Banja Luka. Sie brachte am 4. April 2018 eine Tochter zur Welt.
Er ist Alter Herr der deutschnationalen und schlagenden Wiener pennalen Burschenschaft Vandalia, in der Heinz-Christian Strache sein Leibbursche ist und sein Couleurname  „Wotan“ lautet, sowie der Akademischen Burschenschaft Aldania Wien. In den 1990ern gehörte er in Wien mit Strache und Christian Böhm-Ermolli zu den Schlüsselfiguren des neurechten „Konservativen Klubs“.